# مون مون سين
مون مون سين (بالبنغالية: মুনমুন সেন)‏ هي سياسية وممثلة هندية، ولدت في 28 مارس 1948 بكلكتا في الهند.

## وصلات خارجية
- مون مون سين على موقع IMDb (الإنجليزية)
- مون مون سين على موقع أول موفي (الإنجليزية)
- مون مون سين على موقع قاعدة بيانات الفيلم (الإنجليزية)